# Szymon Kołecki
Szymon Piotr Kołecki (* 12. října 1981, Oława) je bývalý polský vzpěrač a současný zápasník smíšených bojových umění. Na olympijských hrách v Pekingu roku 2008 získal zlatou medaili ve váhové kategorii do 94 kilogramů (polotěžká váha), když nad hlavu celkově zdvihl 403 kg. Zlaté medaile se dočkal až roku 2017, po diskvalifikaci Kazachstánce Iljina za doping. Ve stejné kategorii získal též stříbro na olympiádě v Sydney roku 2000 (405 kg) a stal se pětkrát mistrem Evropy (1999, 2000, 2006, 2007, 2008). Jeho nejlepším výsledkem na mistrovství světa bylo dvakrát druhé místo (1999, 2006), má ze světového šampionátu též dva bronzy (2001, 2007). Roku 2008 obdržel Řád znovuzrozeného Polska. V roce 2009 byl zvolen do předsednictva Polského vzpěračského svazu, roku 2012 byl zvolen jeho předsedou, roku 2016 rezignoval na svou funkci. Před předčasnými prezidentskými volbami v roce 2010 i před prezidentskými volbami v roce 2015 byl členem výboru, který podporoval Bronisława Komorowského. Od roku 2016 se věnuje MMA.